# 馬津基
50°9′53″N 31°21′38″E / 50.16472°N 31.36056°E
馬津基（羅馬化：Mazinky）是位於烏克蘭北部的村莊，由基辅州鲍里斯皮尔区的佩雷亞斯拉夫市鎮負責管轄。該村始建於1151年，面積4平方公里，海拔高度98米，2013年人口744，人口密度每平方公里186人。